# Fergal Aidni mac Artgaile
Fergal Aidni mac Artgaile (mort en 696) est un roi de Connacht issu des Uí Fiachrach Aidhne une branche des Connachta. Il est le petit-fils de Guaire Aidni mac Colmáin (mort en 663), le héros de multiples récits irlandais, et le dernier membre de sa lignée a occupé le trône régional de Connacht.

## Contexte
« Les Listes de Rois » placent son règne de manière erronée après celui de Cellach mac Rogallaig (mort en 705)mais les annales comme les Annales de Tigernach le font régner après Dúnchad Muirisci mac Tipraite (mort en 683) pendant la période 683–696. On ignore tout de son règne.
Les lignées descendants de Fergal (le Cenel Guairi) comprennent les O'Heynes et O'Clearys alors que les O’Shaughnessys descendent de son frère Aed (Cenel nAeda).

## Sources
- (en) Francis John Byrne, Irish Kings and High-Kings, Londres, Batsford, 1973 (ISBN 0-7134-5882-8)
- (en) T.W Moody, F.X. Martin, F.J. Byrne A New History of Ireland IX Maps, Genealogies, Lists. A companion to Irish History part II . Oxford University Press réédition 2011  (ISBN 9780199593064) Kings of Connacht to 1224 p. 138.